# 丹波篠山市立歴史美術館

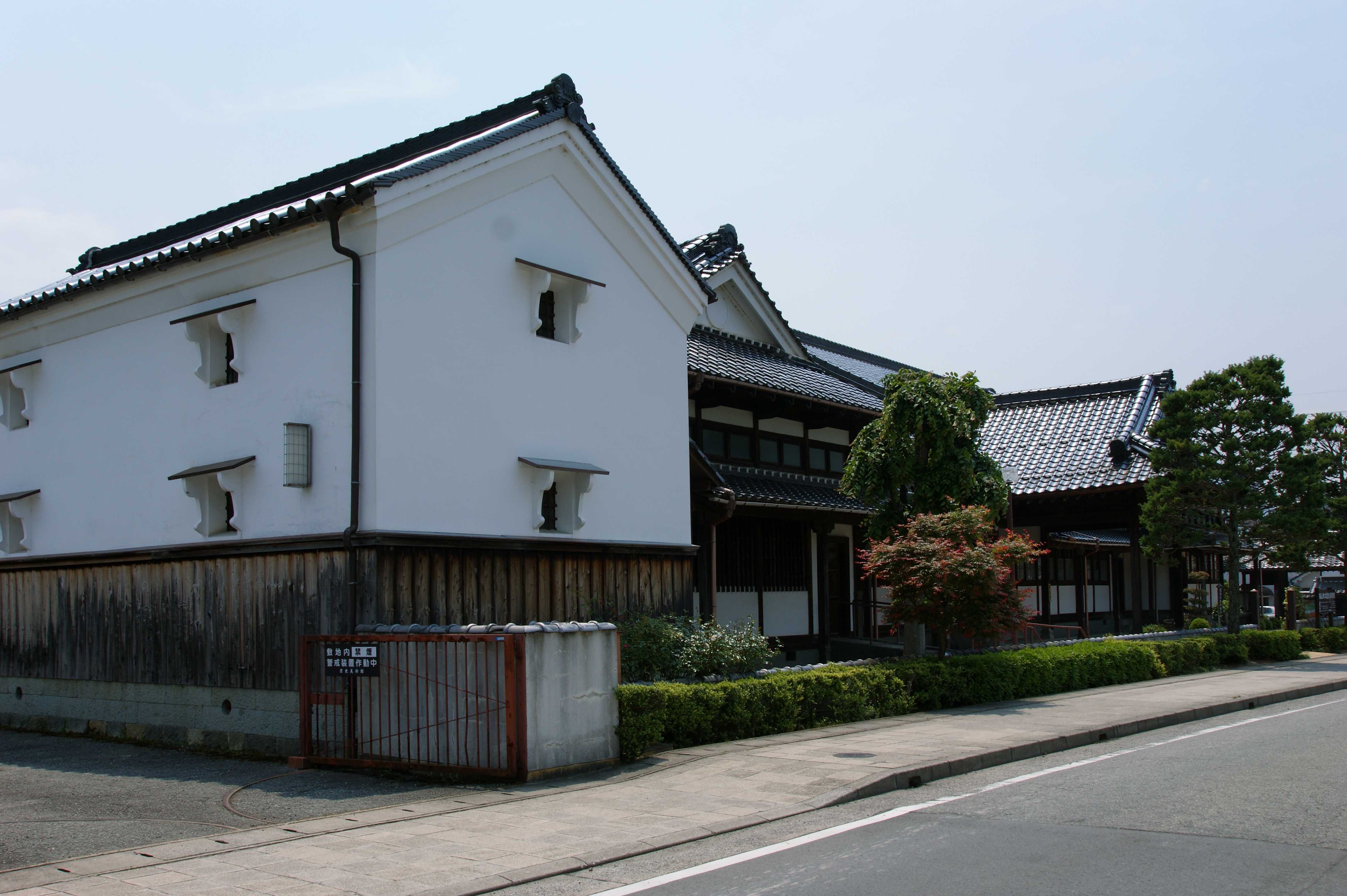
土蔵

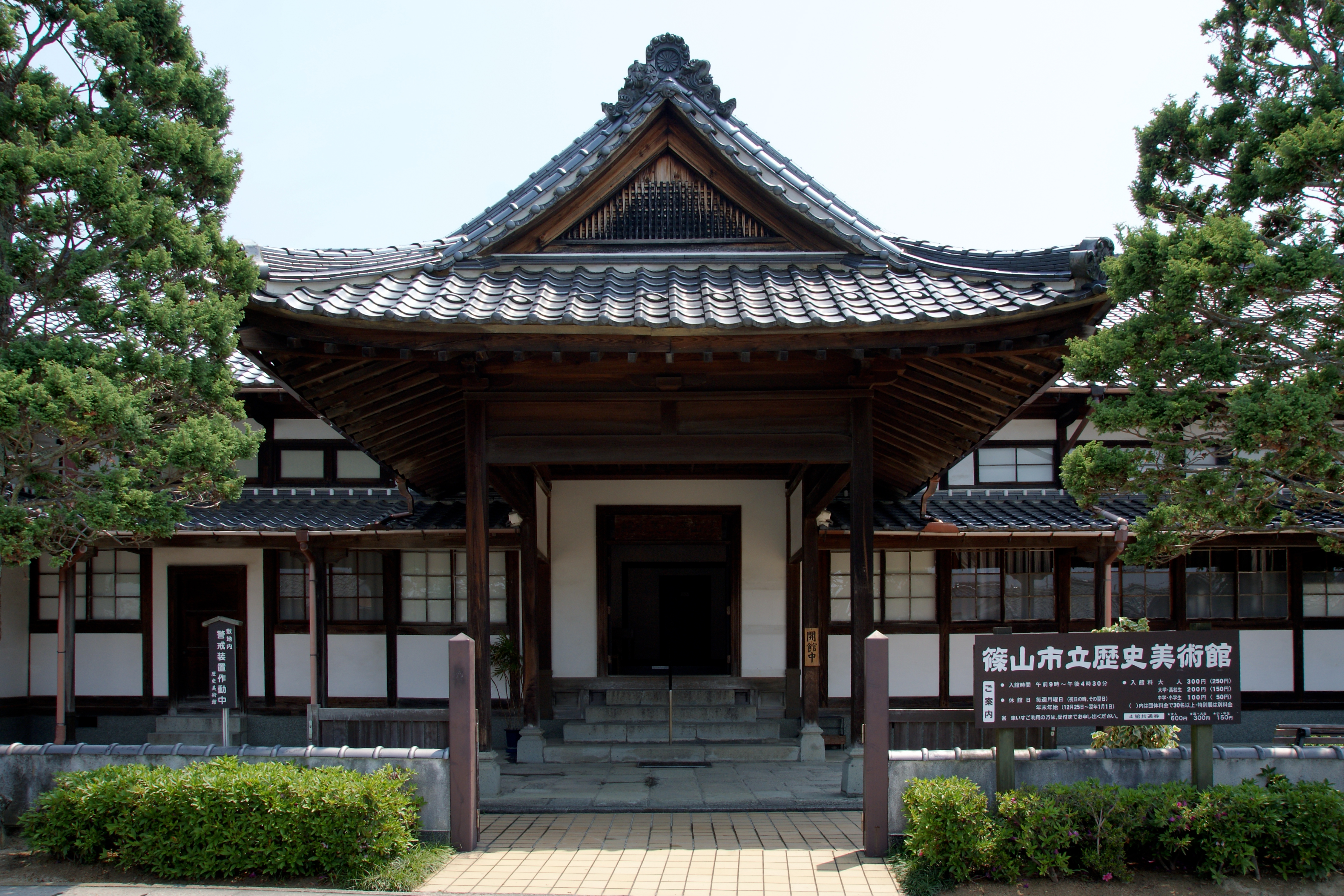
玄関

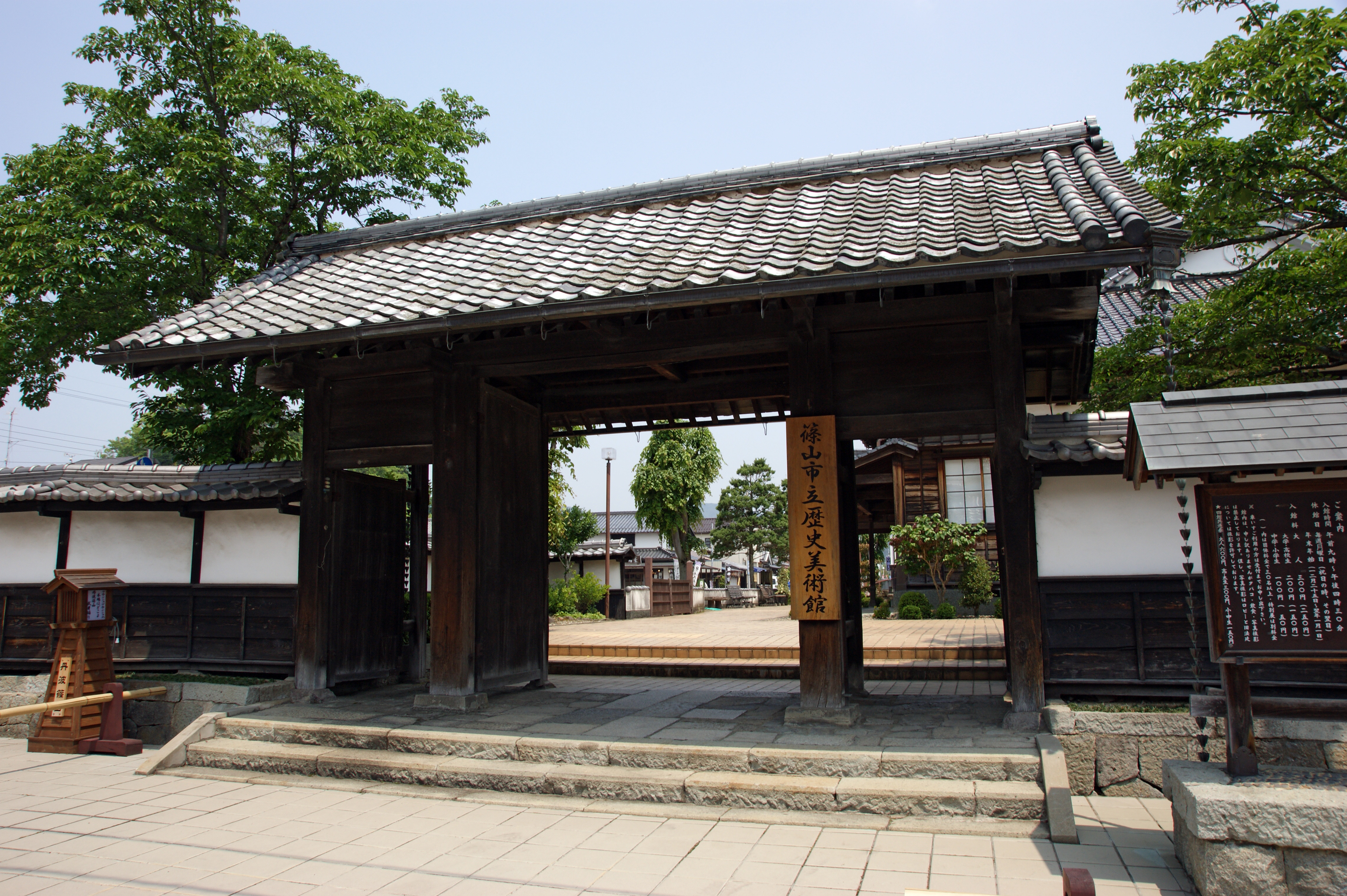
正門（藩庁時代の門）

丹波篠山市立歴史美術館（ささやましりつれきしびじゅつかん）は兵庫県丹波篠山市にある美術館。1982年に開館した。

## 概要
篠山城主であった青山家の家蔵品を中心に城下町篠山に伝わる武具、漆芸、絵画、蒔絵のなどの美術品、および篠山藩の御用窯として開窯した王地山焼の名品の数々のほか、古代の埋蔵文化財を収蔵・展示する。
美術館本館の建物は、1891年竣工の日本最古の木造裁判所｢篠山地方裁判所｣を、曳家工法により９０度回転させて使用している。

## 施設
- 第1展示室― 城下町の美術工芸品
- 第2展示室― 篠山藩窯王地山焼
- 第3展示室― 城下町の武具
- 第4展示室― 篠山の埋蔵文化財
- 第5展示室― 篠山に関する絵画・蒔絵
- 旧篠山地方裁判所法廷― 講義室、談話室

## 交通
- 西日本旅客鉄道 福知山線 篠山口駅からウイング神姫（旧神姫グリーンバス）「春日神社前」下車すぐ

## 周辺情報
- 春日神社
- 大正ロマン館
- 篠山伝統的建造物群保存地区、丹波篠山市立青山歴史村、安間家史料館
- 篠山城跡